# Колокольцев, Алексей Алексеевич
Алексей Алексеевич Колокольцев (род. 3 декабря 1962, Анжеро-Судженск) — советский тяжелоатлет, чемпион и обладатель Кубка СССР, призёр чемпионата мира (1986). Мастер спорта СССР международного класса (1986). Выступал за Вооружённые Силы и «Труд» (Кемерово).

## Биография
Алексей Колокольцев родился 3 декабря 1962 года в Анжеро-Судженске. Начал заниматься тяжёлой атлетикой в возрасте 14 лет у Виталия Елькина. В 1982 году переехал в Кемерово, где продолжил тренироваться под руководством Владимира Лепилина.
С середины 1980-х годов входил в число ведущих советских атлетов наилегчайшего веса. В 1985, 1986 и 1990 годах был серебряным призёром чемпионатов СССР. В 1986 году вошёл в состав сборной страны на чемпионате мира в Софии и выиграл бронзовую медаль в сумме и серебряную медаль в толчке. В 1987 году становился чемпионом и обладателем Кубка СССР.
В 1992 году завершил свою спортивную карьеру. В дальнейшем занялся предпринимательской деятельностью.

## Спортивные результаты
| Год  | Соревнование                  | Место проведения | Весовая категория | Рывок    | Толчок   | Сумма двоеборья | Место |
| ---- | ----------------------------- | ---------------- | ----------------- | -------- | -------- | --------------- | ----- |
| 1982 | Первенство СССР среди юниоров | Томск            | до 52 кг          | 92,5 кг  | 120 кг   | 212,5 кг        | 3     |
| 1982 | Чемпионат мира среди юниоров  | Сан-Паулу        | до 52 кг          | 95 кг    | 125 кг   | 220 кг          | 4     |
| 1983 | Спартакиада народов СССР      | Москва           | до 52 кг          | 102,5 кг | 130 кг   | 232,5 кг        | 5     |
| 1983 | Кубок СССР                    | Ленинград        | до 52 кг          | 97,5 кг  | 130 кг   | 227,5 кг        | 3     |
| 1984 | Чемпионат СССР                | Минск            | до 56 кг          | 110 кг   | 142,5 кг | 252,5 кг        | 4     |
| 1985 | Чемпионат СССР                | Волгоград        | до 56 кг          | 115 кг   | 142,5 кг | 257,5 кг        | 2     |
| 1985 | Кубок СССР                    | Ленинград        | до 52 кг          | 97,5 кг  | 132,5 кг | 230 кг          | 2     |
| 1986 | Чемпионат СССР                | Волгоград        | до 52 кг          | 110 кг   | 135 кг   | 245 кг          | 2     |
| 1986 | Кубок Балтики                 | Ставангер        | до 52 кг          |          |          | 225 кг          | 1     |
| 1986 | Чемпионат мира                | София            | до 52 кг          | 110 кг   | 140 кг   | 250 кг          | 2     |
| 1987 | Кубок Дружбы                  | Львов            | до 52 кг          | —        | 135 кг   | —               | —     |
| 1987 | Чемпионат СССР                | Архангельск      | до 52 кг          | 105 кг   | 130 кг   | 235 кг          | 1     |
| 1987 | Кубок СССР                    | Ижевск           | до 52 кг          | 107,5 кг | 135 кг   | 242,5 кг        | 1     |
| 1988 | Кубок Дружбы                  | Таллин           | до 52 кг          | 107,5 кг | 137,5 кг | 245 кг          | 1     |
| 1988 | Чемпионат СССР                | Харьков          | до 52 кг          | 105 кг   | 132,5 кг | 237,5 кг        | 3     |
| 1989 | Чемпионат СССР                | Фрунзе           | до 52 кг          | 100 кг   | 132,5 кг | 232,5 кг        | 3     |
| 1990 | Чемпионат СССР                | Липецк           | до 52 кг          |          |          | 217,5 кг        | 2     |
| 1991 | Чемпионат СССР                | Донецк           | до 52 кг          | 102,5 кг | 130 кг   | 232,5 кг        | 3     |
| 1991 | Кубок СССР                    | Мценск           | до 52 кг          | 100 кг   | 122,5 кг | 222,5 кг        | 3     |